# Braque du Bourbonnais
De Braque du Bourbonnais is een hondenras dat afkomstig is uit Frankrijk. Het is een jachthond, die vooral wordt gebruikt in het water en voor de jacht op vogels. Het is een oud ras, dat al in de 16e eeuw bekend was.
In 1925 is de eerste Braque du Bourbonnais Club opgericht door een aantal toegewijde fokkers. In 1930 kwamen zij met de eerste rasstandaard. Door de Tweede Wereldoorlog werd al het werk van de club tenietgedaan en door de Franse kennelclub (FCI) van de lijst geschrapt.
Tussen 1963 en 1973 is er niet één Braque du Bourbonnais geregistreerd door de strikte regels die het staartloze ras moet hebben. Door deze strikte regels verloren de fokkers ook hun interesse. In 1970 heeft Michel Comte en een aantal fokkers de koppen bij elkaar gestoken om het ras te redden. Dit leidde in 1982 tot de tweede oprichting van de Braque du Bourbonnais Club.
Een volwassen reu wordt ongeveer 51 tot 57 centimeter hoog. De teef blijft iets kleiner met een hoogte van 48 tot 55 centimeter. Het gewicht van een volwassen reu ligt tussen de 18 en 25 kilogram, die van de teef tussen de 16 en 22 kilogram.
Bracco italiano ·
Braque d'Auvergne ·
Braque de l'Ariège ·
Braque du Bourbonnais ·
Braque Dupuy ·
Braque français ·
Braque Saint-Germain ·
Český fousek ·
Drentsche patrijshond ·
Duitse staande hond (draadhaar) ·
… (korthaar) ·
… (langhaar) ·
… (stekelhaar) ·
Engelse setter ·
Épagneul bleu de Picardie ·
Épagneul breton ·
Épagneul de Pont-Audemer ·
Épagneul français ·
Épagneul picard ·
Gammel dansk hønsehund ·
Gordon setter ·
Griffon Boulet ·
Griffon Korthals ·
Grote münsterländer ·
Ierse setter ·
Kleine münsterländer ·
Perdigueiro de Burgos ·
Perdigueiro português ·
Poedelpointer ·
Pointer ·
Slovenský hrubosrstý stavač ·
Spinone italiano ·
Stabij ·
Vizsla ·
Weimarse staande hond